# Pont-l'évêque
El pont-l'évêque és un formatge de Normandia, protegit per una denominació d'origen des de 1972. Deu el seu nom al poble de Pont-l'Évêque, al departament de Calvados, on s'ha fabricat tradicionalment. La primera menció és de 1230 quan se l'anomenava Augelot, nom que prové de la regió on es fabrica, el País d'Auge.
És un formatge de llet de vaca, pasta tova amb crosta rentada, de color beix o ataronjada. Té forma quadrada i pesa un 420 grams.
El millor període per a degustar-lo és de maig a setembre, després d'un afinament de 4 a 6 setmanes. També és excel·lent entre abril i novembre.
La producció fou de 3.612 tones el 1998.